# PNG
گرافیک قابل حمل در شبکه (به انگلیسی: Portable Network Graphics) (تلفظ: پینگ) قالبی پیکسلی (در مقابل برداری) برای تصاویر است که تکنیک‌های فشرده‌سازی بی‌اتلاف داده‌ها را به خدمت می‌گیرد. PNG به‌عنوان جایگزینی بهبود یافته و همگانی برای GIF تولید شد و پراستفاده‌ترین فرمتی است که برای فشرده‌سازی بی‌اتلاف تصاویر در اینترنت استفاده شده‌است.